# 丘の羊飼い

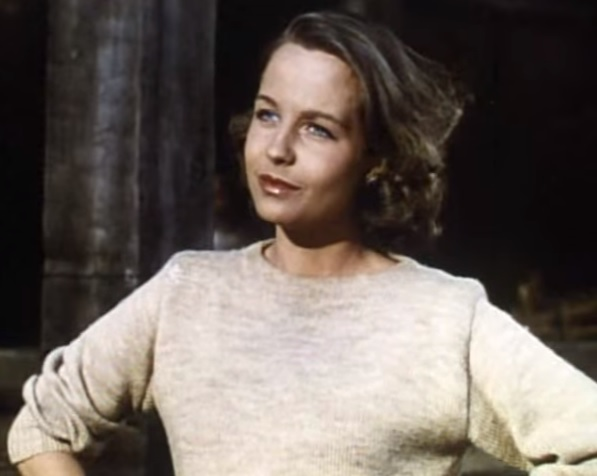
ベティ・フィールド

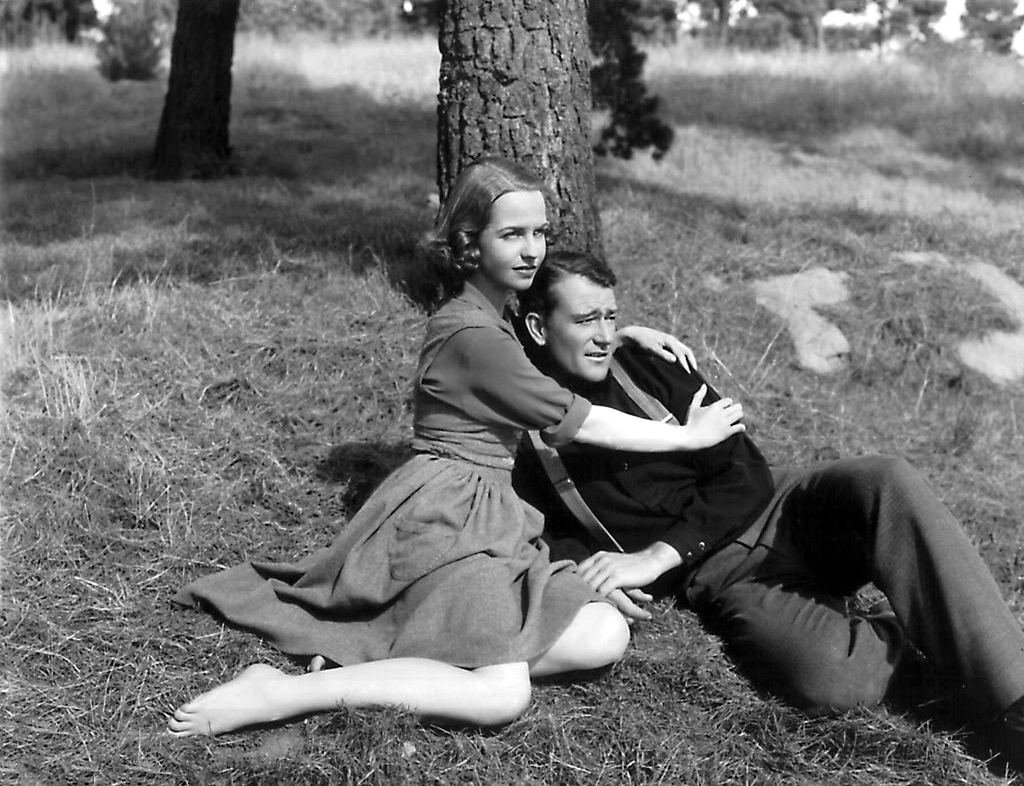
ベティ・フィールドとジョン・ウェイン

『丘の羊飼い』（おかのひつじかい、The Shepherd of the Hills）は1941年に公開されたアメリカ合衆国の映画。ハロルド・ベル・ライトの同名小説を、ヘンリー・ハサウェイ監督が映画化した。ジョン・ウェイン初のテクニカラー作品である。なお、日本で最初にソフト化された時の題名は『丘の静かなる男』だった。
なお、この原作はサイレント映画期に2度映画化されている。
- 『The Shepherd of the Hills』（1919年、監督：Louis F. Gottschalk、ハロルド・ベル・ライト）
- 『黎明の丘』（1928年、監督アルバート・Ｓ・ロージェル ）[3]

## あらすじ
オザーク高原、マットは一家で密造酒を作っている。その仲間、ジムにはサミーという娘がいて、マットとは喧嘩もするが仲の良いカップルだった。
ある日、ダニエル・ハウイットという謎の老紳士が現れる。この何もない辺境の地に定住したいと言うので、サミーは今は誰も住んでいないマットの農場を買ってはどうかと提案し、大金を出して購入する。
マットはそれが気に食わない。その農場では昔、父がいた時の思い出の場所だった。しかし、その父は家族を捨てて出ていって、マットは復讐を誓っていた——。

## キャスト
- マット - ジョン・ウェイン
- サミー - ベティ・フィールド
- ダニエル・ハウイット - ハリー・ケリー
- モリー - ビューラ・ボンディ
- グラニー・ベッキー - マージョリー・メイン
- ギブス - ワード・ボンド